# 복대중학교
복대중학교(福臺中學校)는 대한민국 충청북도 청주시 흥덕구 복대동에 있는 공립 중학교이다.

## 학교 연혁
- 1999년 4월 1일 : 복대중학교 설립 인가 (9학급)
- 2001년 3월 5일 : 복대중학교 개교 및 입학식(367명)
- 2010년 2월 28일 : 상담실, 학습도움실, 수학교과교실 리모델링
- 2012년 3월 1일 : 사교육 절감형 창의경영학교 교육실습협력학교 운영
- 2014년 8월 25일 : 복대전당(강당) 개관
- 2023년 1월 5일 : 제20회 졸업식 (326명)
- 2023년 3월 2일 : 제23회 입학식 (309명)
- 2023년 9월 1일 : 제12대 이재인 교장 부임

## 참고 자료
- 복대중학교 - 한국교육학술정보원 학교알리미